# Suco Pangepok
Suco Pangepok is een bestuurslaag in het regentschap Jember van de provincie Oost-Java, Indonesië. Suco Pangepok telt 5942 inwoners (volkstelling 2010).